# Кристман, Боб
Ро́берт «Боб» Кри́стман (англ. Robert "Bob" Christman; род. 7 декабря 1942, Оттава, Иллинойс) — американский кёрлингист.
Чемпион мира среди мужчин, двукратный чемпион США среди мужчин, участник демонстрационного турнира по кёрлингу на Зимних Олимпийских играх 1988.
Играл на позициях первого.
Дважды введён в Зал славы Ассоциации кёрлинга США (англ. United States Curling Association Hall of Fame): лично в 1995, а вместе со своей командой, побеждавшей на чемпионате мира в 1978, введён в 2017.

## Достижения
- Чемпионат мира по кёрлингу среди мужчин: золото (1978), серебро (1981).
- Американский олимпийский отбор по кёрлингу: золото (1987).
- Чемпионат США по кёрлингу среди мужчин: золото (1978, 1981).

## Команды
| Сезон   | Четвёртый    | Третий        | Второй        | Первый       | Запасной         | Турниры                               |
| ------- | ------------ | ------------- | ------------- | ------------ | ---------------- | ------------------------------------- |
| 1977—78 | Боб Николс   | Билл Страм    | Том Локен     | Боб Кристман |                  | ЧСША 1978 · ЧМ 1978                   |
| 1980—81 | Боб Николс   | Бад Сомервилл | Боб Кристман  | Боб Бьюкенен |                  | ЧСША 1981 · ЧМ 1981                   |
| 1982—83 | Боб Николс   | Бад Сомервилл | Тим Сомервилл | Боб Кристман |                  | [ 3 ]                                 |
| 1983—84 | Боб Николс   | Бад Сомервилл | Тим Сомервилл | Боб Кристман |                  | [ 3 ]                                 |
| 1987—88 | Боб Николс   | Бад Сомервилл | Том Локен     | Боб Кристман | Билл Страм (ЗОИ) | АООК 1987 · ЗОИ 1988 (демо) (4 место) |
| 1989—90 | Jim Bradshaw | Том Локен     | Боб Кристман  | Боб Бьюкенен |                  | [ 3 ]                                 |

(скипы выделены полужирным шрифтом)